# 澤特蘭 (新南威爾斯州)
澤特蘭（英語：Zetland）是澳洲雪梨的內南市區，距離雪梨中心商業區以南4公里，屬於雪梨市管轄。澤特蘭是綠色廣場市中心區的一部分，綠色廣場圖書館（Green Square Library）和古雅瑪公園水上運動及康樂中心（Gunyama Park Aquatic and Recreation Centre）皆位於該區。

## 交通
澤特蘭有多條巴士線連接，而綠色廣場站是雪梨火車機場與南線的車站，一站直達雪梨中央車站，與機場站相距兩站。